# Uretră prostatică
Uretra prostatică, cea mai largă și mai dilatată parte a canalului uretral, este de aproximativ 3 cm lungime.
Trece aproape vertical prin prostată de la baza sa la vârf, situându-se mai aproape de suprafața sa anterioară decât cea posterioară; forma canalului este  de fus, fiind mai largă la mijloc decât la ambele extremități și cea mai îngustă de dedesubt, unde se unește cu porțiunea membranoasă (uretra membranoasă).
O secțiune transversală a canalului, așa cum se află în [[prostată|prostată], are formă de potcoavă de cal, cu convexitatea îndreptată înainte.
Semnul găurii cheii, în ultrasunete, este asociat cu o vezică dilatată și uretra prostatică.

## Imagini suplimentare

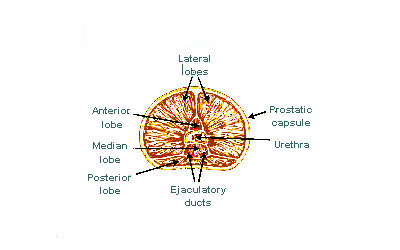
Lobi de prostată
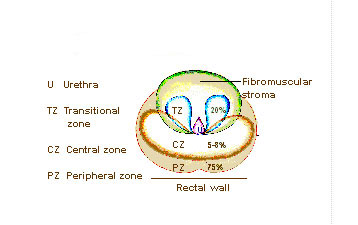
Zonele prostatei
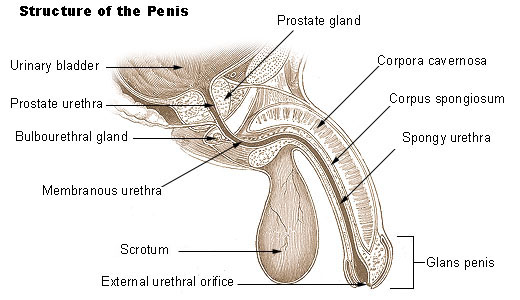
Structura penisului
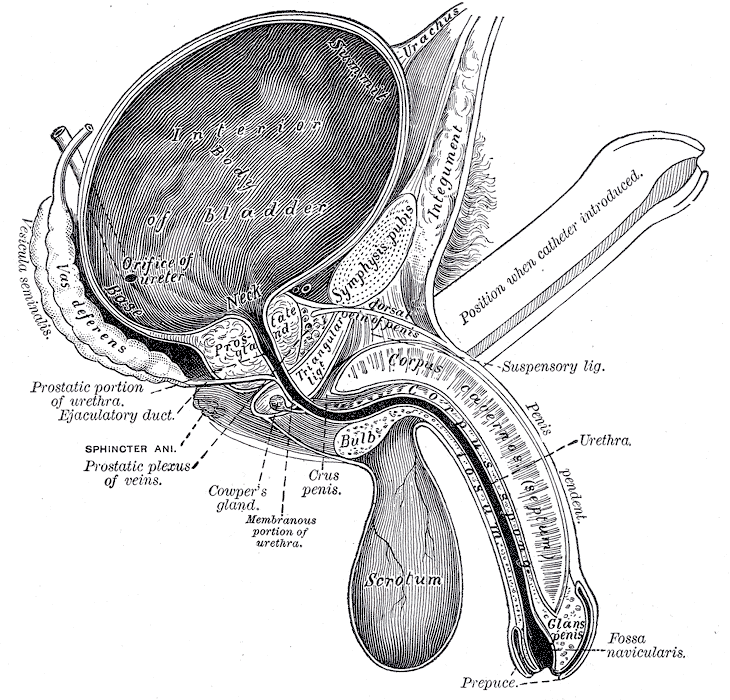
Secțiunea verticală a vezicii urinare, penisului și uretrei.
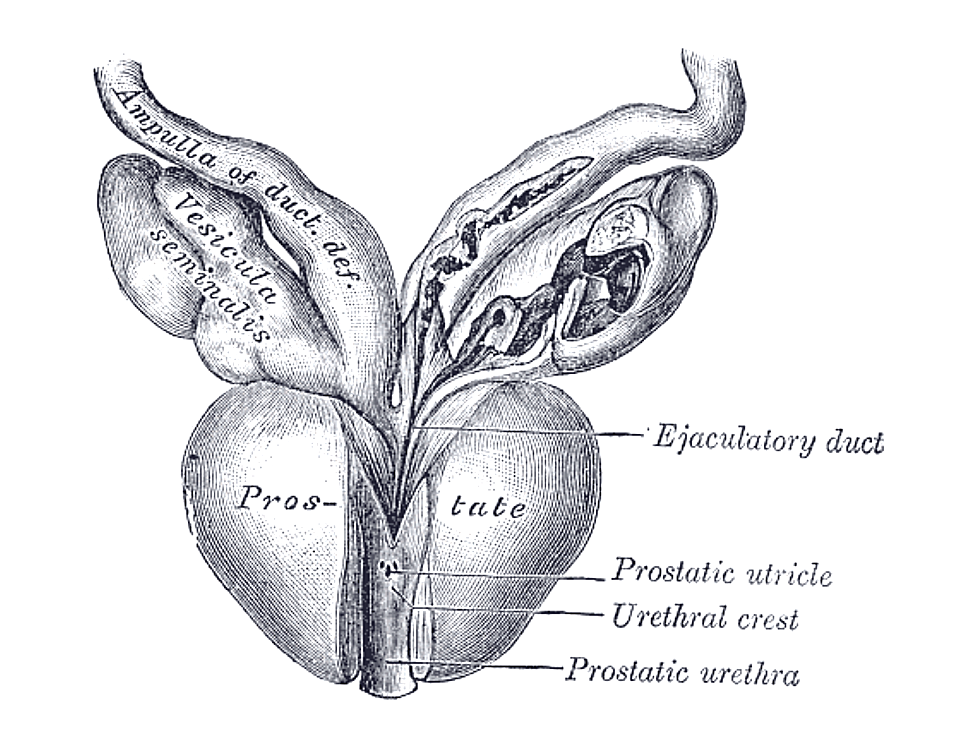
Vesiculæ seminales și ampullæ de ductus deferentes, văzute din față.